# 布萊克斯普林斯 (阿肯色州)
布萊克斯普林斯（英語：Black Springs）是一個位於美國阿肯色州蒙哥馬利縣的城鎮。

## 地理
布萊克斯普林斯的座標為34°27′40″N 93°42′46″W / 34.46111°N 93.71278°W，而該地的平均海拔高度為236米（即774英尺）。

## 人口
根據2020年美國人口普查的數據，布萊克斯普林斯的面積為1.16平方千米，當中陸地面積為1.15平方千米，而水域面積為0.01平方千米。當地共有人口96人，而人口密度為每平方千米82人。